# Geist und Seele wird verwirret
Geist und Seele wird verwirret (in tedesco, "Spirito ed anima in sgomento") BWV 35 è una cantata di Johann Sebastian Bach.

## Storia
La cantata Geist und Seele wird verwirret venne composta da Bach a Lipsia nel 1726 in occasione della XII domenica dopo la Trinità, che quell'anno cadeva l'8 settembre, giorno della prima esecuzione. Il testo è interamente tratto dal Gottgefälliges Kirchen-Opffer del 1711 di Georg Christian Lehms.
Si tratta di una delle quattro cantate (le altre sono Widerstehe doch der Sünde BWV 54, Vergnügte Ruh, beliebte Seelenlust BWV 170 e Gott soll allein mein Herze haben BWV 169) scritte per contralto.

## Struttura
La cantata è scritta per contralto solista, oboe I e II, taille (oboe 'tenore'), violino I e II, viola, organo obbligato e basso continuo ed è suddivisa in sette movimenti:
1. Sinfonia.
2. Aria: Geist und Seele wird verwirret, per contralto e orchestra.
3. Recitativo: Ich wundre mich, per contralto e continuo.
4. Aria: Gott hat alles wohlgemacht, per contralto, organo obbligato e continuo.
5. Sinfonia.
6. Recitativo: Ach, starker Gott, per contralto e continuo.
7. Aria: Ich wünsche nur bei Gott zu leben, per contralto e orchestra.

Non ci sono temi di fondo ricorrenti nella composizione, forse per l'assenza di movimenti corali. La cantata venne successivamente riutilizzata dallo stesso Bach per il concerto per clavicembalo e orchestra BWV 1059, assemblato a Lipsia nel 1745.